# BAT FK.23
BAT FK.23 Bantam var ett brittiskt jaktflygplan konstruerat av Frederick Koolhoven.
FK.23 Bantam var ett ensitsigt dubbeldäckat jaktflygplan som kom i produktion för sent för att spela någon roll i första världskriget. Flygplanet var en vidareutveckling av BAT FK.22 och konstruerades på ett utvecklingskontrakt med de brittiska myndigheterna. Flygplanskroppen var tillverkad i ett monocoq-skal av träfaner med cirkulärt tvärsnitt. Det nedre vingparet var fäst i underkant av flygplanskroppen, från vingen löpte fyra stöttor till den övre vingen som i sin tur vilade på ovansidan av flygplanskroppen. Både övre och undre vingparet var utrustade med skevroder som var sammankopplade med en stötstång. Under den övre vingen fanns en öppen sittbrunn för piloten. Landstället var försett med hjul i höjd med undervingens framkant medan stjärtpartiet avlastades med en sporrfjäder under fenan. Eftersom flygplanet bara nådde fram till flygutprovning kom inte någon vapeninstallation till stånd.
Efter första provflygningen i maj 1918 konstaterade man att flygplanet uppvisade konstiga spinnegenskaper. För att råda bot på problemen tillverkades ytterligare två prototypflygplan med något förlängd flygplanskropp. När flygplanet slutligen visade upp godkända flygegenskaper var kriget över och Royal Air Force avbeställde vidare utveckling samt den förserie på nio flygplan som pågick. Ett flygplan modifierades vid fabriken för att delta vid flygtävlingarna i Hendon.